# عبد المنعم الرفاعي
عبد المنعم طالب أحمد الرفاعي (23 فبراير 1917 - 17 أكتوبر 1985) سياسي وشاعر أردني من أصل فلسطيني، تولَّى رئاسة وزراء الأردن في حِقْبتَين عامي 1969 و1970، وعمل وزيرًا للخارجية.

## وظائفه السياسية
أصبح عام 1956 أول مندوب دائم للأردن في الأمم المتحدة. كما عمل سفيراً للأردن في عدد من الدول منها الولايات المتحدة، ولبنان، والمملكة المتحدة، ومصر، كما عمل مندوباً لدولته في الجامعة العربية. ثم تولٌى رئاسة الوزراء على فترتين (مارس-أغسطس 1969)، و(يونيو-سبتمبر 1970)، كما عمل وزيراً للخارجية في حكومتي سلفه بهجت التلهوني.
وهو والد الديبلوماسي عمر الرفاعي من زوجته نهلة القدسي، والتي تزوجها في وقت لاحق الموسيقار محمد عبد الوهاب.

## شعره
ألّف النشيد الوطني للأردن (السلام الملكي الأردني). كما ألّف العديد من القصائد، منها مجموعة غناها، ولحنها محمد عبد الوهاب، وهي نجوى، وأيها الساري، والشهيد.
من أشعاره هي قصيدة "أيها الساري"، التي قام بغنائها محمد عبد الوهاب: